# Annik
Annik ist ein weiblicher Vorname. Als Schreibvarianten existieren auch Anik und Annique.

## Herkunft und Bedeutung des Namens
Der Name ist, ähnlich wie Annika, eine skandinavische Verkleinerungsform des Namens Anna (hebräisch für „die Begnadete“).

## Namenstag
- Namenstag ist für die im Ursprung hebräische Form der 26. Juli.
- In Schweden: 21. April (1986–1992: 7. August)

## Bekannte Namensträgerinnen

### Vorname
Anik
- Anik Kadinski (* 1975), österreichische Popsängerin

Annik
- Annik Honoré (1957–2014), belgische Journalistin und Konzertveranstalterin
- Annik Kälin (* 2000), Schweizer Leichtathletin
- Annik Levesque (* 1979), kanadische Biathletin
- Annik Marguet (* 1981), Schweizer Sportschützin
- Annik Plamondon (* 1983), kanadische Shorttrackerin
- Annik Saxegaard (1905–1990), norwegische Schriftstellerin
- Annik Skrivan (* 1978), Schweizer Volleyball- und Beachvolleyballspielerin
- Annik Wecker (* 1974), deutsche Koch- und Backbuchautorin

Annique
- Annique Meyer (* 1999), Schweizer Unihockeyspielerin

### Künstlername
- Annik Rubens, Künstlername der deutschen Journalistin Larissa Vassilian